# Afrosoricida
Gli Afrosoricidi (Afrosoricida Stanhope, 1998) sono un ordine di mammiferi di cui fanno parte le talpe dorate sudafricane e i tenrec del Madagascar.

## Tassonomia
Le specie appartenenti a quest'ordine erano tradizionalmente incluse nell'ordine polifiletico Insectivora.
Il primo a proporne la classificazione nel nuovo ordine denominato Afrosoricida è stato Michael J. Stanhope nel 1998. Successivamente studi filogenetici basati sulla analisi combinata di dati morfologici e dati derivanti dallo studio del DNA hanno consentito di confermare il carattere monofiletico di questo taxon, considerato oggi come un ordine a sé stante, di cui è accettata l'appartenenza al superordine degli Afrotheria. Ne consegue che dal punto di vista evolutivo le specie di questo ordine risultano più direttamente imparentate con le procavie (Hyracoidea), gli oritteropi (Tubulidentata), i toporagni elefante (Macroscelidea), gli elefanti (Proboscidea), i lamantini ed il dugongo (Sirenia) di quanto non lo siano con le altre specie in precedenza raggruppate nell'ordine Insectivora.
- Superordine Afrotheria
  - Ordine Afrosoricida
    - Sottordine Tenrecomorpha - Tenrencomorfi
      - Famiglia Tenrecidae - Tenrencidi (10 generi, 30 specie)

    - Sottordine Chrysochloridea - Crisocloridei
      - Famiglia Chrysochloridae - Crisocloridi (9 generi, 21 specie)

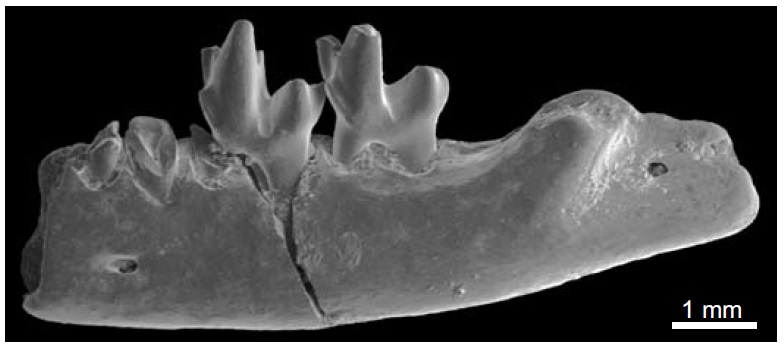
Fossile di mandibola di Dilambdogale gheerbranti, un afrosoricide dell'Eocene